# Platyptilia montana
Platyptilia montana là một loài bướm đêm thuộc họ Pterophoridae. Nó được tìm thấy ở Nhật Bản (Honshu).
Chiều dài cánh trước là 10–11 mm.